# Ewaulialaakona
Evaulialaakona (havajski Ewaulialaakona ili Ewauli-a-Laʻakona) bio je havajski poglavica, plemić visokog ranga.
Tijekom njegove je vladavine Oahu bio podijeljen među potomcima poglavice Mavekea.
On je sam bio njegov potomak, jedini sin princa Laakone, čiji je otac bio Keaunui.
Bio je veliki vladar i zato je njegovo ime preživjelo.
Njegova je teta bila kraljica Molokaija, Nuakea, majka njegove sestrične, kraljice Kapauanuakee. Njegovi su daljnji rođaci bili Mualani, princeza Kaupea, princ Leimakani, sin princeze Hainakolo, princ Elepuukahonua od Oahua i Haulanuiaiakea.